# Spalax zemni
Spalax zemni és una espècie de mamífer rosegador de la família dels espalàcids. És endèmic d'Ucraïna, on té un àmbit de distribució fragmentat que s'estén des de la frontera amb Polònia fins a la desembocadura del Dnièper. Es tracta d'un animal subterrani que s'alimenta de les parts subterrànies d'alfals, xicoira, convolvulàcies, malvàcies i plàntules (roures, moreres, acàcies, etc.). El seu hàbitat natural són les estepes verges. És una espècie en risc mínim, és a dir, no sembla que hi hagi cap amenaça significativa per a la seva supervivència.